# Feltherre
Feltherre er et ældre ydtryk for den øverstkommanderende ved hæren eller rytteriet og således den hovedansvarlige for at lægge strategien for angreb og forsvar.
| Militær | Spire Denne artikel om militær er en spire som bør udbygges. Du er velkommen til at hjælpe Wikipedia ved at udvide den. |